# Планина Броукбек
Планина Броукбек (енгл. „Brokeback Mountain“) је америчка романтична драма из 2005. године са Хитом Леџером и Џејком Џиленхолом у главним улогама, снимљена по истоименој причи Ени Пру. Филм је био номинован за осам Оскара, између осталих и за Оскар за најбољи филм, али је освојио три: Оскар за најбољи адаптирани сценарио, Оскар за најбољу музику и Оскар за најбољег режисера за Анга Лија. Освојивши седамдесет једну награду, ова драма је постала најнаграђенији филм 2005. године. Један је од комерцијално најуспешнијих љубавних филмова свих времена.

## Радња
Два младића, ранчер и каубој који учествује на родеу, срећу се 1963. године и неочекивано улазе у везу за цео живот. Свет у коме су два младића рођена још једном се убрзано мења и развија застрашујућом брзином. Оба младића уверена су да је њихово место на неком ранчу у унутрашњости са сталним послом, женом и децом. Ипак, код обојице постоји глад за нечим што нису у могућности да артикулишу. Када их послодавац пошаље да чувају овце у планину Броукбек, они почињу да се зближавају а њихова веза из дана у дан постаје све интимнија.
Долази крај лета и њих двојица крећу свако својим путем. Енис остаје у Вајомингу и жени се Алмом са којом добија две ћерке. Џек одлази у Тексас и почиње везу са родео „краљицом“ Лурин Њусом. Њихова веза завршава браком у коме добијају сина.
Године пролазе. Једнога дана Алма доноси Енису разгледницу у којој Џек пише да долази у Вајоминг и најављује своју посету старом пријатељу. Енис са нестрпљењем чека и када Џек најзад дође у тренутку је јасно да је време које је протекло само учврстило њихову везу. У годинама које ће доћи, Енис и Џек се боре да своју везу одрже у тајности. Виђају се само неколико пута годишње. Чак и када су одвојени, они се суочавају са вечним питањима верности, посвећености и поверења. Једина константа у њиховим животима је сила природе - љубав.

## Улоге
| Глумац          | Улога        |
| --------------- | ------------ |
| Хит Леџер       | Енис Дел Мар |
| Џејк Џиленхол   | Џек Твист    |
| Мишел Вилијамс  | Алма Бирс    |
| Ен Хатавеј      | Лурин Њусом  |
| Ренди Квејд     | Џо Агвајер   |
| Линда Карделини | Кејси        |
| Ана Фарис       | Лашон Малоун |
| Кејт Мара       | Алма Дел Мар |
| Грејем Бекел    | Л.Д. Њусом   |